# Reesluis
De Reesluis (brug 64) is een vaste brug in Amsterdam-Centrum.

## Brug
De brug ligt vanuit de binnenstad gezien in het verlengde van de Reestraat over de Prinsengracht in Amsterdam. De Reestraat loopt hier niet door; het verkavelingspatroon van de aan gene zijde van de Prinsengracht gelegen Jordaan sluit hier niet aan op dat van de grachtengordel. De brug, zelf geen monument, wordt omringd door rijksmonumenten.
Er ligt hier al eeuwen een brug. Balthasar Florisz. van Berckenrode tekende de brug in op zijn kaart uit 1625; dan ligt de brug in het verlengde van de Rhee Straet over de Prince Graft. Dankzij een schilderij van Reinier Nooms uit circa 1664 en een tekening van Willem Hekking uit circa 1845 blijkt dat er toen een welfbrug lag met drie doorvaarten. Eind 19e eeuw bleek dat dit soort bruggen een obstakel begonnen te vormen voor het landverkeer. Met name paard en wagens hadden het moeilijk, maar ook handkarren etc. hadden soms moeite de brug te "beklimmen" en er ontstonden ongelukken bij het "afdalen", waarbij menig voertuig tegen de gevel aan de overzijde klapte. Bij het verlagen van de brug in 1885 werd toen voor de in die dagen lelijk bevonden oplossing gekozen de boogbruggen te vervangen door ijzeren plaat- of liggerbruggen, hetgeen hier ook geschied is. Aangezien de gemeente in de 20e eeuw ander inzicht in de verkeersstromen kreeg (autoverkeer de stad uit), kreeg de brug het in die eeuw eigenlijk steeds makkelijker, de hoofdweg naar het westen werd de Rozengracht. In 1957 kreeg ze een nieuwe onderbouw en brugdek.
In 2014 is de Reesluis nog voorzien van een nieuw wegdek, men koos destijds voor een donker bakstenen wegdek met natuurstenen stoepranden. 
De brug is genoemd naar de ree; in het zuidelijk deel van de Jordaan waren veel looiers actief die ook hertenhuiden verwerkten. De naam van de nabijgelegen Looiersgracht herinnert ook aan deze activiteit.

## Afbeeldingen

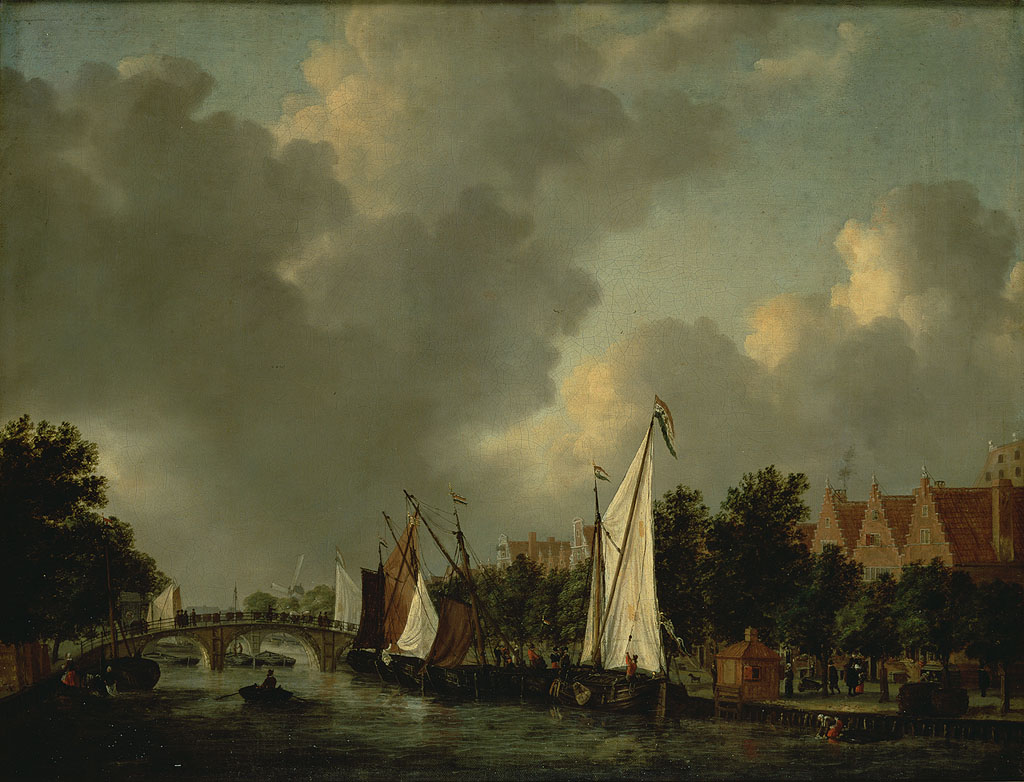
Schilderij van Nooms
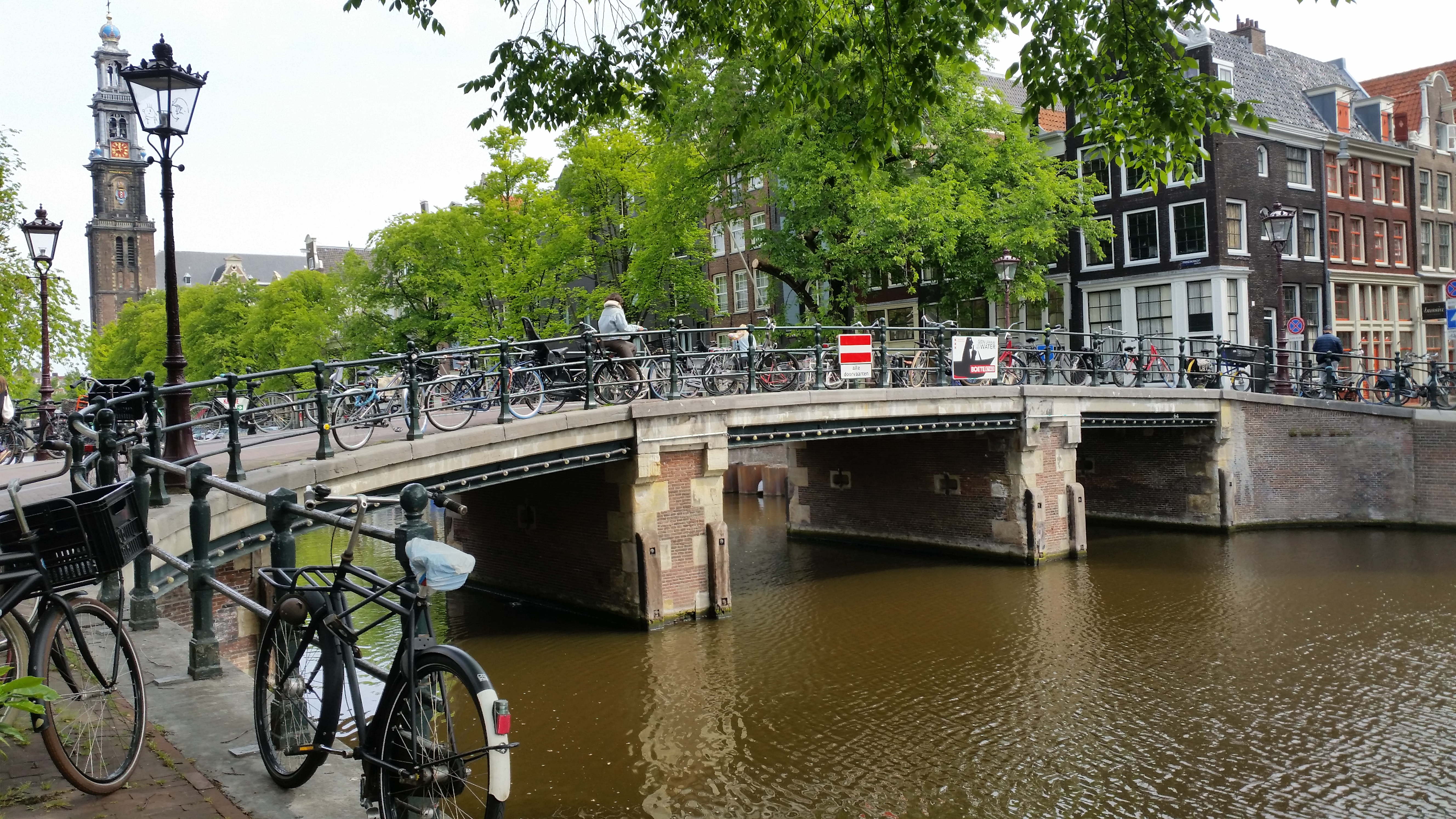
Zijaanzicht van de Reesluis (mei 2020)
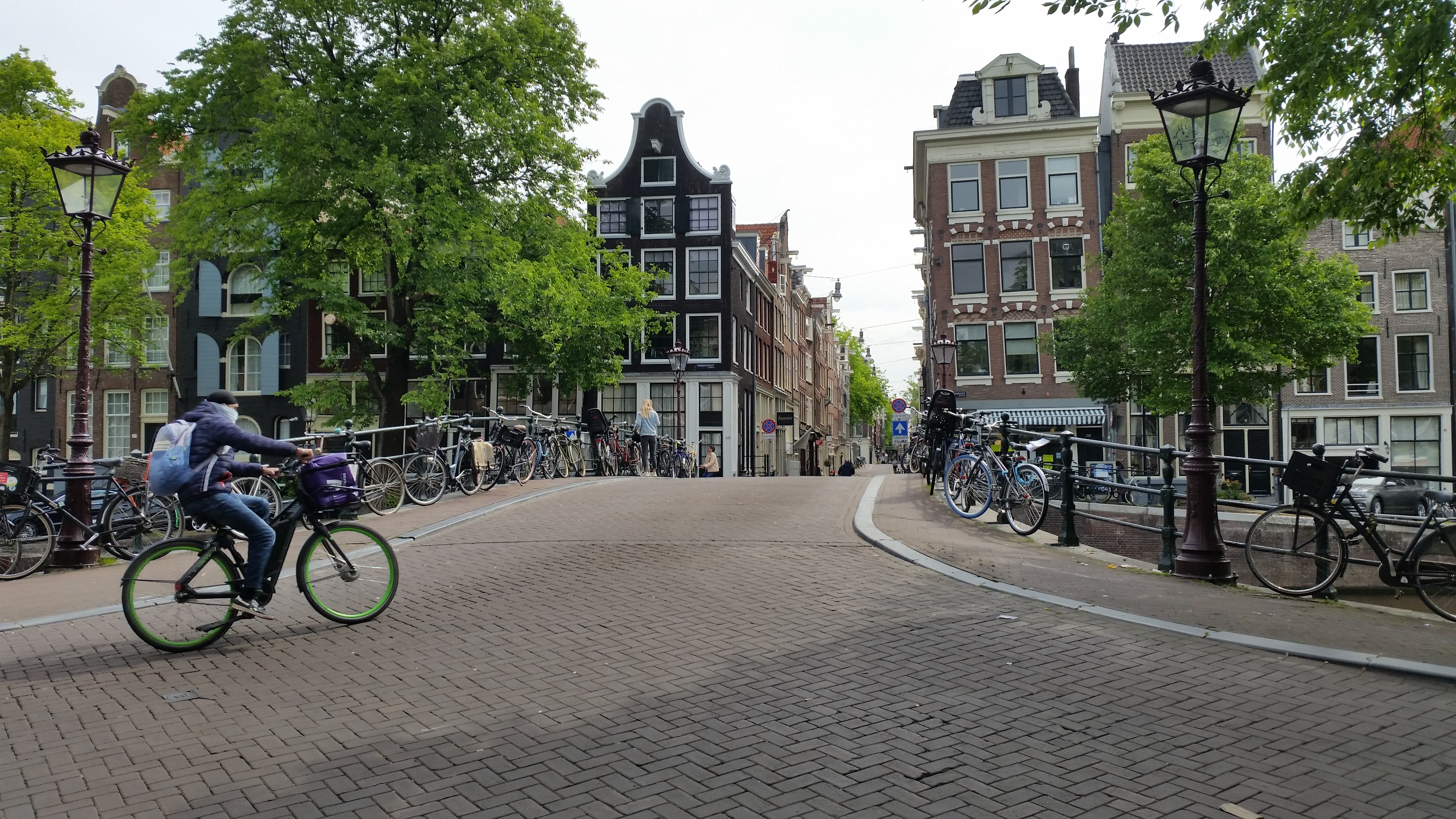
Reesluis met Reestraat (mei 2020)

Lekkeresluis ·
Prinsensluis ·
Leliesluis ·
Nieuwe-Wercksbrug ·
Reesluis ·
Berensluis ·
Brug 66 ·
Angenietje Swartbrug ·
Aalmoezeniersbrug ·
Brug 69 ·
Walenweeshuissluis ·
De Duifbrug ·
Brug 75 ·
Frans Hendricksz. Oetgensbrug
1 · 2 · 3 · 4 · 5 · 6 · 7 · 8 · 9 · 10 · 11 · 12 · 13 · 14 · 15 · 16 · 17 · 18 · 19 · 20 · 21 · 22 · 23 · 24 · 25 · 26 · 27 · 28 · 29 · 30 · 31 · 32 · 34 · 35 · 36 · 37 · 38 · 39 · 40 · 41 · 42 · 43 · 44 · 45 · 46 · 47 · 48 · 49 · 50 · 51 · 52 · 53 · 54 · 55 · 56 · 57 · 58 · 59 · 60 · 61 · 62 · 63 · 64 · 65 · 66 · 67 · 68 · 69 · 70 · 71 · 72 · 73 · 74 · 75 · 76 · 77 · 78 · 79 · 80 · 81 · 82 · 84 · 85 · 86 · 87 · 88 · 89 · 90 · 91 · 92 · 93 · 94 · 95 · 96 · 97 · 98 · 99 · >>>
Brugnummers 33 en 83 zijn niet (meer) vergeven